# Badia di Santa Maria di Montescudaio
La Badia di Santa Maria di Montescudaio era un monastero benedettino femminile situato nella val di Cecina, in località La Badia, nel comune di Montescudaio, in provincia di Pisa.

## Il territorio di Montescudaio
Risale già ad epoca preistorica lo sviluppo di forme di frequentazione e di stanziamento nel territorio di Montescudaio. Ciò è dovuto a fattori ambientali particolarmente favorevoli all'insediamento umano, come l'ambiente collinare, la presenza di boschi e la vicinanza del fiume Cecina, il quale svolse fin dall'antichità un importante ruolo di arteria di comunicazione. Numerosi reperti litici, rinvenuti in diverse località della bassa val di Cecina, attestano la presenza di un popolamento umano nel territorio a partire dal paleolitico inferiore. 
In epoca etrusca arcaica, insieme allo sviluppo dei ceti aristocratici, che detenevano il controllo agrario del territorio e dei punti nodali del traffico, l'area della valle del Cecina fu interessata anche da un fenomeno di popolamento rurale sparso, in forma di villaggi o gruppi di villaggi, con un'economia principalmente basata sull'agricoltura e sull'allevamento. La situazione rimase costante fino alla seconda metà del VI secolo a.C. Successivamente, e per tutto il V secolo a.C., si assistette ad una diminuzione della densità demografica e ad un progressivo abbandono dei centri rurali. Fenomeno, questo, che avvenne nello stesso periodo in cui a Volterra si ha la formazione della polis, assumendo una struttura politica ben definita, dotandosi di una cinta muraria e avviando un processo di monumentalizzazione della città. Si procedette quindi al ripopolamento della valle del Cecina, il cui territorio entrò a far parte della zona di influenza del centro di Volterra.
In epoca romana si verificò un ulteriore incremento nel popolamento del territorio ai fini dello sfruttamento agricolo. Probabilmente durante la tarda antichità nacque un solo centro, Poggio Scornabecchi. È solo prima del Mille che si assistette a delle trasformazioni nel tessuto insediativo, consolidatesi poi tra XI e XII secolo, con la concentrazione dell'abitato nei nuovi castelli di altura e la creazione di nuovi complessi religiosi di coordinamento territoriale e di assistenza lungo le principali vie di comunicazione (chiese, monasteri e ospedali). Il territorio medievale di Montescudaio e delle zone ad esso circostanti si trovava sotto l'influsso della famiglia dei Della Gherardesca e da essa venne riorganizzato con pochi insediamenti, i quali, a differenza dell'età romana, accentrarono le aree abitative, creando così un modello che, sostanzialmente, sopravvisse fino all'Ottocento. Dall'XI fino al XIV secolo l'area fu interessata da un periodo di forte crescita demografica, come è sottolineato dalla grandezza delle strutture ecclesiastiche. Più difficile è invece definire cosa accadde tra il XIV e il XV secolo: si trattò con molta probabilità di un periodo di lento declino del territorio, soggetto ad un'instabilità politica causata da uno stato di continua guerra tra varie città, comunità locali e poteri signorili che ancora sullo scorcio del Medioevo dominavano quest'area. L'arresto nella crescita insediativa si accompagnò ad un evidente degrado degli edifici di culto: entro la prima metà del Quattrocento alcuni di questi risultavano in stato di abbandono, mentre altri, come il monastero di Santa Maria di Montescudaio, mostrarono i primi segni diminuzione delle attività assistenziali. Ancora nel XVI secolo la popolazione del territorio di Montescudaio risiedeva all'interno degli antichi castelli, mentre le zone più basse erano insalubri. A partire dalla metà del Settecento, invece, grazie agli interventi di risanamento territoriale promossi dalla reggenza lorenese, si assistette ad una vasta operazione di riconquista territoriale anche delle zone di fondovalle, come ben mostrato dal Catasto Leopoldino, con una conseguente riduzione del bosco, che raggiungeva all'incirca le estensioni odierne.

## Storia del monastero di Santa Maria di Montescudaio attraverso i risultati degli scavi archeologici
Il monastero benedettino femminile di Santa Maria, fondato il 3 ottobre 1091 da un esponente della casata dei Della Gherardesca, il conte Gherardo V, è stato riportato alla luce in questi ultimi anni grazie alle cinque campagne di scavo svolte a partire dall'estate del 2005. I risultati di tale studio rivestono inoltre grande interesse per l'eccezionalità di un'indagine archeologica effettuata su un cenobio femminile.
Fra il IV-III sec. a.C. e il I sec. d.C., l'area prescelta per la costruzione dell'edificio ecclesiastico fu interessata da sporadiche frequentazioni, non a lungo prolungate, legate allo sfruttamento della terra le quali non hanno lasciato resti strutturali. Nelle vicinanze si situava probabilmente un insediamento dotato di un buon livello socio-economico, dal quale si è supposto possano provenire alcuni materiali di età ellenistica e primo periodo romano, che sono stati utilizzati per la costruzione della prima chiesa del futuro complesso. Questa prima struttura, intitolata a Santa Maria di Pulveraia e databile in base agli scavi tra il tardo X e gli inizi dell'XI secolo, era costituita da una pianta rettangolare, dotata di un'unica abside e collocata nella porzione nord-occidentale del complesso abbaziale. Gli scavi archeologici hanno inoltre consentito di individuare le sepolture di almeno 95 individui (dei quali solo 6 tra adolescenti e bambini), orientate prevalentemente in senso ovest-est e disposte intorno ai lati perimetrali della chiesa. Le tombe in fossa scavata nel terreno appartenenti a questo periodo non si sovrapponevano le une alle altre dal momento che spesso la loro presenza era segnalata da pietre poste alle due estremità del corpo che, come dimostrato dalle analisi antropologiche, era frequentemente avvolto in un lenzuolo o sudario. Negli strati interessati dalle sepolture sono stati rinvenuti anche frammenti ceramici accompagnati da sporadici resti faunistici, che hanno permesso di ipotizzare la presenza, non lontano dall'edificio di culto, di uno stanziamento stabile costituito da contadini e agricoltori della famiglia dei costruttori della chiesa, probabilmente i Della Gherardesca. 
Al momento della riorganizzazione del patrimonio e degli insediamenti della casata, avvenuta alla fine dell'XI secolo, fu promossa la realizzazione del monastero femminile  benedettino seguita, solo dopo alcuni decenni, probabilmente tra il XII e XIII secolo, dalla trasformazione architettonica e funzionale del sito che condusse all'ampliamento della precedente chiesa (metà XII secolo) e alla realizzazione di nuove strutture residenziali per le monache. 
Nel periodo seguente alla sua fondazione il monastero era infatti caratterizzato solo da un grande edificio in muratura posto a sud-est del primitivo catino absidale, a cui fu poi probabilmente aggiunto una seconda struttura e altri edifici di servizio realizzati in materiali deperibili. Un vero e proprio complesso claustrale, con ambienti organizzati intorno ad un chiostro centrale aperto, fu realizzato solo tra la fine del XII secolo e l'inizio del Duecento. Risale a questo periodo la costruzione dell'ala occidentale e la chiusura, attraverso strutture murarie di raccordo, del monastero. 
Gli ambienti al pian terreno avevano molteplici destinazioni: il corridoio posto al lato settentrionale dell'area claustrale, la sala capitolare e il chiostro stesso continuavano ad ospitare sepolture, mentre altre due sale svolgevano la funzione di magazzino e refettorio del complesso. Lo spessore delle murature ha permesso inoltre di ipotizzare la presenza di un piano superiore dove erano disposte le celle e i dormitori delle monache, che dovevano essere all'incirca una dozzina. Il monastero, in questo periodo, godeva di un certo benessere economico, determinato sia dalle attività di compravendita di terreni attuate dalle badesse sia dai diritti di sepoltura e dalle somme versate per le preghiere destinate ai defunti. Tra il XII e il XIV secolo le attività di inumazione si fecero infatti sempre più frequenti: sono state documentate circa 300 sepolture, tra le quali anche la tomba di una donna inumata con la conchiglia di Santiago di Compostela. Questo ritrovamento, unito a quello di un puntale in ferro di un bordone da pellegrino, testimoniano il passaggio di romei per la Badia, come sembrerebbe anche confermare il nome di Via dei Pellegrini, attribuito alla strada antistante la facciata della chiesa nel catasto di inizio Ottocento.
L'abbandono del monastero avvenne tra l'avanzato XV e gli inizi del XVI secolo, quando la porta di ingresso del complesso venne definitivamente tamponata. La consuetudine di seppellire i defunti attorno alla chiesa della Badia continuò tuttavia fino al XVII secolo.

## Fonti storiche sulla Badia di Montescudaio
È stato possibile ricostruire la storia della Badia, e del territorio in cui essa sorge, grazie ad un approccio interdisciplinare e all'utilizzo congiunto di diverse tipologie di fonti. Sulla base delle informazioni raccolte sono state effettuate, nel 2004, le indagini di superficie (denominate ricognizioni topografiche o survey), che sono state poi integrate dai risultati derivanti dalle indagini archeologiche attuate a partire dall'estate del 2005. 
Grande spazio è stato dedicato allo studio di fonti toponomastiche e fonti cartografiche. L'analisi della cartografia storica è servita a localizzare la distribuzione dei toponimi, ma anche per osservare l'evoluzione dell'utilizzo del territorio e delle sue risorse. Essa è incentrata principalmente sulle mappe del Catasto Leopoldino e sulla Carta dell'Ingegner Viviani della fine del XVIII secolo. Importanti informazioni sono state ottenute anche grazie ad una cospicua documentazione scritta. L'archivio della Badia è andato in gran parte perduto, ma ciò che si è conservato è un cartulario nel quale, alla fine del XIII secolo, il notaio locale Bianco di Lamberto Nibbio trascrisse trentotto documenti traendoli dal Liber extraordinarius del Tribunale della Legge della città di Pisa, conservato nell'Archivio Capitolare di Volterra, sede della diocesi di appartenenza. Otto di tali atti vennero riprodotti nel XVIII secolo in un fascicolo, attualmente conservato presso l'Archivio di Stato di Firenze, appartenente all'Archivio dei conti Della Gherardesca, discendenti dei fondatori del monastero. La loro pubblicazione ha costituito l'oggetto di una tesi triennale in Storia degli insediamenti tardo antichi e medievali, confluita nel primo numero della collana dei Quaderni del Comune di Montescudaio. In questo materiale sono presenti documenti con una cronologia compresa tra il 1091 (anno a cui risale l'atto d'istituzione del monastero) e il 1279, e una lettera  del 1565 dei Nove Conservatori della Giurisdizione e del Dominio Fiorentino. I più importanti, per quanto riguarda la quantità di informazioni fornite, sono gli atti duecenteschi, contenenti designazioni e delimitazioni di confini di proprietà e terre, soffermandosi quindi con particolare attenzione su quelle porzioni di terreno dove insistevano possessi che costituivano oggetto di contesa.